# Двухглавов, Вячеслав Александрович
Вячеслав Александрович Двухглавов (8 октября 1934, Ртищево, Саратовский край, РСФСР, СССР — 10 сентября 1994, Нижний Тагил, Свердловская область, Россия) — советский учёный, конструктор-вагоностроитель.

## Биография
Окончил Брянский институт транспортного машиностроения (1956), инженер-механик.
С 1956 г. работал на Уралвагонзаводе. С 1972 по 1994 г. — главный конструктор Уральского конструкторского бюро вагоностроения.
Руководил проектированием и поставкой на конвейер цельнометаллических 4-, 6-, 8-осных вагонов грузоподъемностью от 90 до 130 тонн, железнодорожных тележек разных модификаций, усовершенствованием автосцепных устройств.
Кандидат технических наук (тема: «Исследование ходовых качеств полувагонов на двухосных тележках с различными типами рессорного подвешивания», 1976). Автор 25 изобретений и 10 научных работ, публикаций в журналах «Железнодорожный транспорт», «Труды ДИИТ», «Труды МИИТ».
Лауреат премии Совета Министров СССР (1982).
Заслуженный конструктор РСФСР (1986).
Награждён орденом Трудового Красного Знамени (1982) и орденом Дружбы народов (1994).
Скончался 10 сентября 1994 года в Нижнем Тагиле. Похоронен на кладбище «Пихтовые горы».